# トーク・ザット・トーク
『トーク・ザット・トーク』（原題:Talk That Talk）は、米国の女性歌手、リアーナによる6枚目のスタジオ・アルバムである。デフ・ジャム・レコード及びSRP Recordsから2011年11月18日にリリースされた。

## 概要
本作はエグゼクティブプロデューサーとしてアレックス・ダ・キッド、カルヴィン・ハリス、チェイス＆ステータス、No I.D.、スターゲイトなど幅広いプロデューサーを募集した。 本作は、前作『ラウド』と同様にヒップホップ、ダブステップ、エレクトロニック、ハウスミュージックの要素を取り入れたダンス指向のポップ/ R＆Bクロスオーバーアルバムを目指し作成された。
ビルボード200で初週で第3位を獲得し、2015年6月までにアメリカで100万枚を売り上げた。また、オーストリア、ニュージーランド、ノルウェー、スイス、イギリス、イギリスのアルバムチャートで1位を記録した。
本作からはアルバムのリードシングルとしてリリースされた「ウィー・ファウンド・ラヴ」を含む、6つのシングルが発売された。「ウィー・ファウンド・ラヴ」は、10週間連続してUS Billboard Hot 100で首位を獲得する世界的ヒットとなり､自己最高を記録していた「アンブレラ」（『グッド・ガール・ゴーン・バッド』収録）を上回るチャ－トインを記録した。US Billboard Hot 100で11番目の1位獲得曲となり、女性アーティストの中でシングル作品の首位獲得数において歴代3位となった（１位はマライア・キャリーの18曲、２位はマドンナの12曲、３位は同率でホイットニー・ヒューストンの11曲）。 

## シングル
- 1st「ウィー・ファウンド・ラヴ(feat カルヴィン・ハリス) 」2011年9月22日 / Billboard Hot 100 最高1位
- 2nd「ユー・ダ・ワン」2011年11月14日 / Billboard Hot 100 最高14位
- 3rd「トーク・ザット・トーク(feat ジェイ・Z)」2012年1月17日 / Billboard Hot 100 最高31位
- 4th「バースデー・ケーキ」2012年3月6日 / Billboard Hot 100 最高24位
- 5th「ホエア・ハヴ・ユー・ビーン」2012年5月8日 / Billboard Hot 100 最高5位

## 収録曲
1. ユー・ダ・ワン / You Da One
2. ホエア・ハヴ・ユー・ビーン / Where Have You Been
3. ウィー・ファウンド・ラヴ(feat カルヴィン・ハリス) / We Found Love(feat Calvin Harris)
4. トーク・ザット・トーク(feat ジェイ・Z) / Talk That Talk(feat Jay-Z)
5. コッキーネス（ラヴ・イット） / Cockiness (Love It)
6. バースデー・ケーキ / Birthday Cake
7. ウィー・オール・ワント・ラヴ / We All Want Love
8. ドランク・オン・ラヴ / Drunk On Love
9. ロック・ミー・アウト / Roc Me Out
10. ウォッチ・ン・ラーン / Watch n' Learn
11. フェアウェル / Farewell